# Natación en los Juegos Olímpicos de Londres 2012 – 100 metros estilo libre femenino
El evento de 100 metros estilo libre femenino de natación olímpica en los Juegos Olímpicos de Londres 2012 tuvo lugar entre el 1 y 2 de agosto en el  Centro Acuático de Londres.

## Récords
Antes de esta competición, los récords mundial y olímpico eran de la alemana Britta Steffen.
| Récord del Mundo | Britta Steffen (GER) | 52.07 | Roma, Italia | 31 de julio de 2009  |
| Récord Olímpico  | Britta Steffen (GER) | 53.12 | Pekín, China | 15 de agosto de 2008 |

Durante esta competición la neerlandesa Ranomi Kromowidjojo estableció un nuevo récord olímpico en la semifinal, sin embargo en la final mejoró su propia marca establecida el día anterior, estableciendo un nuevo récord olímpico.
| Fecha       | Evento      | Nombre              | País               | Tiempo | Récord |
| ----------- | ----------- | ------------------- | ------------------ | ------ | ------ |
| 1 de agosto | Semifinal 2 | Ranomi Kromowidjojo | Países Bajos (NED) | 53.05  | RO     |
| 2 de agosto | Final       | Ranomi Kromowidjojo | Países Bajos (NED) | 53.00  | RO     |

## Resultados

### Series

#### Serie 1
| Rank | Línea | Nombre            | Nacionalidad  | Tiempo  | Notas |
| ---- | ----- | ----------------- | ------------- | ------- | ----- |
| 1    | 4     | Mareme Faye       | Senegal (SEN) | 1:06.42 |       |
| 2    | 5     | Shreya Dhital     | Nepal (NEP)   | 1:10.80 |       |
| 3    | 3     | Ayouba Ali Sihame | Comoras (COM) | 1:14.40 |       |

#### Serie 2
| Rank | Línea | Nombre              | Nacionalidad     | Tiempo  | Notas |
| ---- | ----- | ------------------- | ---------------- | ------- | ----- |
| 1    | 3     | Jade Howard         | Zambia (ZAM)     | 59.35   |       |
| 2    | 5     | Bayan Jumah         | Siria (SYR)      | 59.78   |       |
| 3    | 4     | Karen Riveros       | Paraguay (PAR)   | 59.86   |       |
| 4    | 6     | Britany van Lange   | Guyana (GUY)     | 1:01.62 |       |
| 5    | 2     | Aina Fils Rabetsara | Madagascar (MAD) | 1:02.39 |       |
| 6    | 7     | Reshika Udugampola  | Sri Lanka (SRI)  | 1:04.93 |       |
| 7    | 1     | Magdalena Moshi     | Tanzania (TAN)   | 1:05.80 |       |

#### Serie 3
| Rank | Línea | Nombre           | Nacionalidad          | Tiempo | Notas |
| ---- | ----- | ---------------- | --------------------- | ------ | ----- |
| 1    | 4     | Eszter Dara      | Hungría (HUN)         | 55.37  |       |
| 2    | 5     | Liliana Ibanez   | México (MEX)          | 55.71  | RN    |
| 3    | 3     | Nastja Govejsek  | Eslovenia (SLO)       | 56.21  |       |
| 4    | 2     | Mylene Ong       | Singapur (SIN)        | 56.33  |       |
| 5    | 6     | Jasmine Alkhaldi | Filipinas (PHI)       | 57.13  |       |
| 6    | 1     | Megan Fonteno    | Samoa Americana (ASA) | 57.45  |       |
| 7    | 7     | Karen Torrez     | Bolivia (BOL)         | 57.78  | RN    |
| 8    | 8     | Clelia Tini      | San Marino (SMR)      | 58.29  |       |

#### Serie 4
| Rank | Línea | Nombre                | Nacionalidad     | Tiempo | Notas |
| ---- | ----- | --------------------- | ---------------- | ------ | ----- |
| 1    | 4     | Burcu Dolunay         | Turquía (TUR)    | 55.35  |       |
| 2    | 2     | Nina Rangelova        | Bulgaria (BUL)   | 55.52  | RN    |
| 3    | 6     | Daynara Paula         | Brasil (BRA)     | 55.94  |       |
| 4    | 3     | Katarzyna Wilk        | Polonia (POL)    | 56.13  |       |
| 5    | 7     | Ruta Meilutyte        | Lituania (LTU)   | 56.33  |       |
| 6    | 8     | Katarina Filova       | Eslovaquia (SVK) | 56.58  |       |
| 7    | 5     | Arlene Semeco         | Venezuela (VEN)  | 56.90  |       |
| 8    | 1     | Miroslava Najdanovski | Serbia (SRB)     | 57.45  |       |

#### Serie 5
| Rank | Línea | Nombre            | Nacionalidad                  | Tiempo | Notas |
| ---- | ----- | ----------------- | ----------------------------- | ------ | ----- |
| 1    | 3     | Tang Yi           | República Popular China (CHN) | 53.28  | Q     |
| 2    | 4     | Jeanette Ottesen  | Dinamarca (DEN)               | 53.51  | Q     |
| 3    | 6     | Jessica Hardy     | Estados Unidos (USA)          | 54.09  | Q     |
| 4    | 5     | Femke Heemskerk   | Países Bajos (NED)            | 54.43  | Q     |
| =    | 7     | Daniela Schreiber | Alemania (GER)                | 54.43  | Q     |
| 6    | 2     | Pernille Blume    | Dinamarca (DEN)               | 55.04  |       |
| 7    | 1     | Hannah Wilson     | Hong Kong (HKG)               | 55.33  |       |
| 8    | 8     | Nery Niangkouara  | Grecia (GRE)                  | 56.63  |       |

#### Serie 6
| Rank | Línea | Nombre                     | Nacionalidad      | Tiempo | Notas |
| ---- | ----- | -------------------------- | ----------------- | ------ | ----- |
| 1    | 7     | Arianna Vanderpool-Wallace | Bahamas (BAH)     | 53.73  | RN, Q |
| 2    | 5     | Francesca Halsall          | Reino Unido (GBR) | 54.02  | Q     |
| 3    | 1     | Julia Wilkinson            | Canadá (CAN)      | 54.16  | Q     |
| 4    | 4     | Sarah Sjöström             | Suecia (SWE)      | 54.26  | Q     |
| 5    | 2     | Amy Smith                  | Reino Unido (GBR) | 54.37  | Q     |
| 6    | 3     | Britta Steffen             | Alemania (GER)    | 54.42  | Q     |
| 7    | 8     | Hanna-Maria Seppälä        | Finlandia (FIN)   | 54.93  |       |
| —    | 6     | Cate Campbell              | Australia (AUS)   | —      | DNS   |

#### Serie 7
| Rank | Línea | Nombre                  | Nacionalidad         | Tiempo | Notas |
| ---- | ----- | ----------------------- | -------------------- | ------ | ----- |
| 1    | 6     | Melanie Schlanger       | Australia (AUS)      | 53.50  | Q     |
| 2    | 5     | Aliaksandra Herasimenia | Bielorrusia (BLR)    | 53.63  | RN, Q |
| 3    | 4     | Ranomi Kromowidjojo     | Países Bajos (NED)   | 53.66  | Q     |
| 4    | 3     | Missy Franklin          | Estados Unidos (USA) | 54.26  | Q     |
| 5    | 2     | Haruka Ueda             | Japón (JPN)          | 54.35  | Q     |
| 6    | 7     | Veronika Popova         | Rusia (RUS)          | 54.66  |       |
| 7    | 8     | Charlotte Bonnet        | Francia (FRA)        | 55.12  |       |
| —    | 1     | Therese Alshammar       | Suecia (SWE)         | —      | DNS   |

#### Sumario
| Rank | Serie | Línea | Nombre                     | Nacionalidad                  | Tiempo  | Notas |
| ---- | ----- | ----- | -------------------------- | ----------------------------- | ------- | ----- |
| 1    | 5     | 3     | Tang Yi                    | República Popular China (CHN) | 53.28   | Q     |
| 2    | 7     | 6     | Melanie Schlanger          | Australia (AUS)               | 53.50   | Q     |
| 3    | 5     | 4     | Jeanette Ottesen           | Dinamarca (DEN)               | 53.51   | Q     |
| 4    | 7     | 5     | Aliaksandra Herasimenia    | Bielorrusia (BLR)             | 53.63   | RN, Q |
| 5    | 7     | 4     | Ranomi Kromowidjojo        | Países Bajos (NED)            | 53.66   | Q     |
| 6    | 6     | 7     | Arianna Vanderpool-Wallace | Bahamas (BAH)                 | 53.73   | RN, Q |
| 7    | 6     | 5     | Francesca Halsall          | Reino Unido (GBR)             | 54.02   | Q     |
| 8    | 5     | 6     | Jessica Hardy              | Estados Unidos (USA)          | 54.09   | Q     |
| 9    | 6     | 1     | Julia Wilkinson            | Canadá (CAN)                  | 54.16   | Q     |
| 10   | 6     | 4     | Sarah Sjöström             | Suecia (SWE)                  | 54.26   | Q     |
| =    | 7     | 3     | Missy Franklin             | Estados Unidos (USA)          | 54.26   | Q     |
| 12   | 7     | 2     | Haruka Ueda                | Japón (JPN)                   | 54.35   | Q     |
| 13   | 6     | 2     | Amy Smith                  | Reino Unido (GBR)             | 54.37   | Q     |
| 14   | 6     | 3     | Britta Steffen             | Alemania (GER)                | 54.42   | Q     |
| 15   | 5     | 5     | Femke Heemskerk            | Países Bajos (NED)            | 54.43   | Q     |
| =    | 5     | 7     | Daniela Schreiber          | Alemania (GER)                | 54.43   | Q     |
| 17   | 7     | 7     | Veronika Popova            | Rusia (RUS)                   | 54.66   |       |
| 18   | 6     | 8     | Hanna-Maria Seppälä        | Finlandia (FIN)               | 54.93   |       |
| 19   | 5     | 2     | Pernille Blume             | Dinamarca (DEN)               | 55.04   |       |
| 20   | 7     | 8     | Charlotte Bonnet           | Francia (FRA)                 | 55.12   |       |
| 21   | 5     | 1     | Hannah Wilson              | Hong Kong (HKG)               | 55.33   |       |
| 22   | 4     | 4     | Burcu Dolunay              | Turquía (TUR)                 | 55.35   |       |
| 23   | 3     | 4     | Eszter Dara                | Hungría (HUN)                 | 55.37   |       |
| 24   | 4     | 2     | Nina Rangelova             | Bulgaria (BUL)                | 55.52   | RN    |
| 25   | 3     | 5     | Liliana Ibanez             | México (MEX)                  | 55.71   | RN    |
| 26   | 4     | 6     | Daynara Paula              | Brasil (BRA)                  | 55.94   |       |
| 27   | 4     | 3     | Katarzyna Wilk             | Polonia (POL)                 | 56.13   |       |
| 28   | 3     | 3     | Nastja Govejsek            | Eslovenia (SLO)               | 56.21   |       |
| 29   | 3     | 2     | Mylene Ong                 | Singapur (SIN)                | 56.33   |       |
| =    | 4     | 7     | Ruta Meilutyte             | Lituania (LTU)                | 56.33   |       |
| 31   | 4     | 8     | Katarina Filova            | Eslovaquia (SVK)              | 56.58   |       |
| 32   | 5     | 8     | Nery Niangkouara           | Grecia (GRE)                  | 56.63   |       |
| 33   | 4     | 5     | Arlene Semeco              | Venezuela (VEN)               | 56.90   |       |
| 34   | 3     | 6     | Jasmine Alkhaldi           | Filipinas (PHI)               | 57.13   |       |
| 35   | 3     | 1     | Megan Fonteno              | Samoa Americana (ASA)         | 57.45   |       |
| =    | 4     | 1     | Miroslava Najdanovski      | Serbia (SRB)                  | 57.45   |       |
| 37   | 3     | 7     | Karen Torrez               | Bolivia (BOL)                 | 57.78   | RN    |
| 38   | 3     | 8     | Clelia Tini                | San Marino (SMR)              | 58.29   |       |
| 39   | 2     | 3     | Jade Howard                | Zambia (ZAM)                  | 59.35   |       |
| 40   | 2     | 5     | Bayan Jumah                | Siria (SYR)                   | 59.78   |       |
| 41   | 2     | 4     | Karen Riveros              | Paraguay (PAR)                | 59.86   |       |
| 42   | 2     | 6     | Britany van Lange          | Guyana (GUY)                  | 1:01.62 |       |
| 43   | 2     | 2     | Aina Fils Rabetsara        | Madagascar (MAD)              | 1:02.39 |       |
| 44   | 2     | 7     | Reshika Udugampola         | Sri Lanka (SRI)               | 1:04.93 |       |
| 45   | 2     | 1     | Magdalena Moshi            | Tanzania (TAN)                | 1:05.80 |       |
| 46   | 1     | 4     | Mareme Faye                | Senegal (SEN)                 | 1:06.42 |       |
| 47   | 1     | 5     | Shreya Dhital              | Nepal (NEP)                   | 1:10.80 |       |
| 48   | 1     | 3     | Ayouba Ali Sihame          | Comoras (COM)                 | 1:14.40 |       |
| —    | 6     | 6     | Cate Campbell              | Australia (AUS)               | —       | DNS   |
| —    | 7     | 1     | Therese Alshammar          | Suecia (SWE)                  | —       | DNS   |

### Semifinales

#### Semifinal 1
| Rank | Lane | Name                       | Nationality          | Time  | Notes |
| ---- | ---- | -------------------------- | -------------------- | ----- | ----- |
| 1    | 4    | Melanie Schlanger          | Australia (AUS)      | 53.38 | Q     |
| 2    | 5    | Aliaksandra Herasimenia    | Bielorrusia (BLR)    | 53.78 | Q     |
| 3    | 6    | Jessica Hardy              | Estados Unidos (USA) | 53.86 | Q     |
| 4    | 2    | Sarah Sjöström             | Suecia (SWE)         | 53.93 |       |
| 5    | 3    | Arianna Vanderpool-Wallace | Bahamas (BAH)        | 54.12 |       |
| 6    | 1    | Britta Steffen             | Alemania (GER)       | 54.18 |       |
| 7    | 8    | Daniela Schreiber          | Alemania (GER)       | 54.39 |       |
| 8    | 7    | Haruka Ueda                | Japón (JPN)          | 54.59 |       |

#### Semifinal 2
| Rank | Línea | Nombre              | Nacionalidad                  | Tiempo | Notas |
| ---- | ----- | ------------------- | ----------------------------- | ------ | ----- |
| 1    | 3     | Ranomi Kromowidjojo | Países Bajos (NED)            | 53.05  | RO, Q |
| 2    | 7     | Missy Franklin      | Estados Unidos (USA)          | 53.59  | Q     |
| 3    | 4     | Tang Yi             | República Popular China (CHN) | 53.60  | Q     |
| 4    | 5     | Jeanette Ottesen    | Dinamarca (DEN)               | 53.77  | Q     |
| =    | 6     | Francesca Halsall   | Reino Unido (GBR)             | 53.77  | Q     |
| 6    | 8     | Femke Heemskerk     | Países Bajos (NED)            | 54.13  |       |
| 7    | 2     | Julia Wilkinson     | Canadá (CAN)                  | 54.25  |       |
| 8    | 1     | Amy Smith           | Reino Unido (GBR)             | 54.28  |       |

#### Sumario
| Rank | Serie | Línea | Nombre                     | Nacionalidad                  | Tiempo | Notas |
| ---- | ----- | ----- | -------------------------- | ----------------------------- | ------ | ----- |
| 1    | 1     | 3     | Ranomi Kromowidjojo        | Países Bajos (NED)            | 53.05  | RO, Q |
| 2    | 2     | 4     | Melanie Schlanger          | Australia (AUS)               | 53.38  | Q     |
| 3    | 2     | 7     | Missy Franklin             | Estados Unidos (USA)          | 53.59  | Q     |
| 4    | 2     | 4     | Tang Yi                    | República Popular China (CHN) | 53.60  | Q     |
| 5    | 2     | 5     | Jeanette Ottesen           | Dinamarca (DEN)               | 53.77  | Q     |
| =    | 2     | 6     | Francesca Halsall          | Reino Unido (GBR)             | 53.77  | Q     |
| 7    | 1     | 5     | Aliaksandra Herasimenia    | Bielorrusia (BLR)             | 53.78  | Q     |
| 8    | 1     | 6     | Jessica Hardy              | Estados Unidos (USA)          | 53.86  | Q     |
| 9    | 1     | 2     | Sarah Sjöström             | Suecia (SWE)                  | 53.93  |       |
| 10   | 1     | 3     | Arianna Vanderpool-Wallace | Bahamas (BAH)                 | 54.12  |       |
| 11   | 2     | 8     | Femke Heemskerk            | Países Bajos (NED)            | 54.13  |       |
| 12   | 1     | 1     | Britta Steffen             | Alemania (GER)                | 54.18  |       |
| 13   | 2     | 2     | Julia Wilkinson            | Canadá (CAN)                  | 54.25  |       |
| 14   | 2     | 1     | Amy Smith                  | Reino Unido (GBR)             | 54.28  |       |
| 15   | 1     | 8     | Daniela Schreiber          | Alemania (GER)                | 54.39  |       |
| 16   | 1     | 7     | Haruka Ueda                | Japón (JPN)                   | 54.59  |       |

### Final

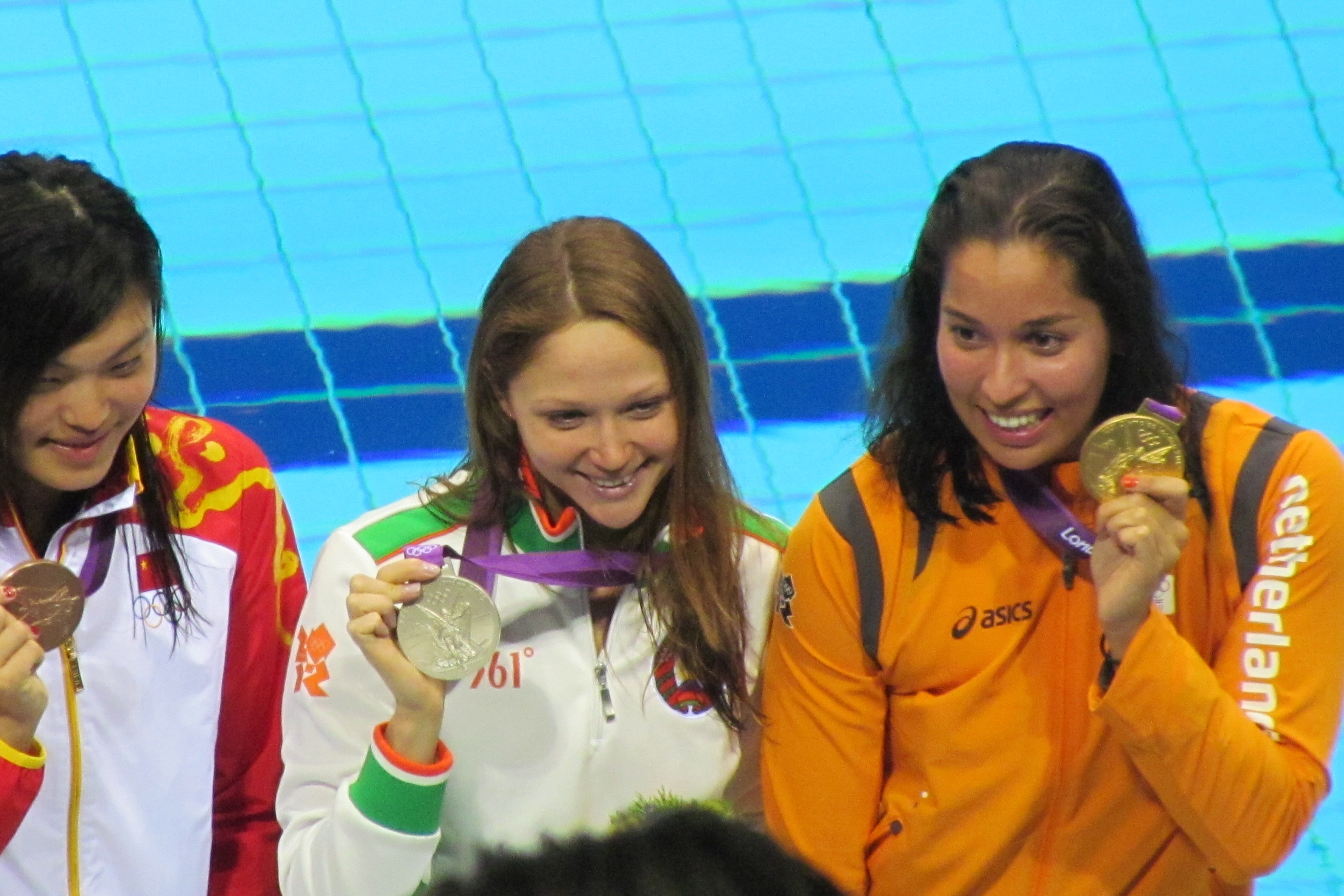
Medallistas olímpicos de los 100 metros libre: Tang Yi, Aliaksandra Herasimenia y Ranomi Kromowidjojo.

| Rank              | Línea | Nombre                  | Nacionalidad                  | Tiempo | Notas |
| ----------------- | ----- | ----------------------- | ----------------------------- | ------ | ----- |
| Medalla de oro    | 4     | Ranomi Kromowidjojo     | Países Bajos (NED)            | 53.00  | RO    |
| Medalla de plata  | 1     | Aliaksandra Herasimenia | Bielorrusia (BLR)             | 53.38  | RN    |
| Medalla de bronce | 6     | Tang Yi                 | República Popular China (CHN) | 53.44  |       |
| 4                 | 5     | Melanie Schlanger       | Australia (AUS)               | 53.47  |       |
| 5                 | 3     | Missy Franklin          | Estados Unidos (USA)          | 53.64  |       |
| 6                 | 7     | Francesca Halsall       | Reino Unido (GBR)             | 53.66  |       |
| 7                 | 2     | Jeanette Ottesen        | Dinamarca (DEN)               | 53.75  |       |
| 8                 | 8     | Jessica Hardy           | Estados Unidos (USA)          | 54.02  |       |